# Ulrich Zell

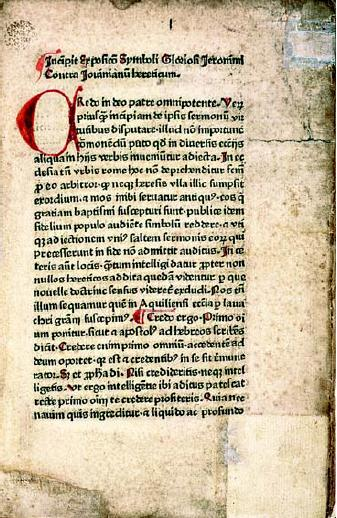
Een bladzijde uit de Expositio symboli, ca. 1470, Nationale Bibliotheek van Polen.

Ulrich Zell (overleden c.1507) was een drukker uit de late Middeleeuwen in Keulen, Duitsland. 

## Levensloop
Zell werd geboren in Hanau am Main, waarbij het geboortejaar onbekend is. Hij leerde de kunst van het boekdrukken rond 1462 in het boekdruk etablissement van Johann Fust en Peter Schöffer, en naar het blijkt, kort na de inname van Mainz in 1462, naar Keulen te zijn gegaan, waarvan de universiteit een veelbelovende markt voor gedrukte werken zou zijn. Zell drukte al boeken te Keulen omstreeks 1463, hoewel zijn eerste gedateerde boek uit 1466 stamt. Zijn werk als boekdrukker en uitgever kan worden getraceerd tot het jaar 1502. Van zijn hand zijn ongeveer 120 publicaties bekend. Van deze dragen echter een negental zijn naam, maar naar alle waarschijnlijkheid drukte hij veel meer werken. In hoofdlijnen en snit lijken zijn zes soorten type opvallend veel op de  Durandus en  Clements soorten Fust en Schöffer. Het lijkt er zelfs op dat een aantal van de matrices van het type Clements was gebruikt. De meeste door Zell gedrukte boeken waren tekstboeken in quarto-vorm voor de universiteit. Een van de fraaiste producties van zijn drukkerij is een ongedateerde editie van de Latijnse Bijbel in twee delen. Aanvankelijk noemde hij zichzelf  clericus (van de lagere orde), maar al in 1471 trouwde hij en werd hij burger van Keulen. In 1473 kocht hij het belangrijke landgoed van Lyskirchen, waar hij het grootste deel van zijn bedrijf naar overbracht. In de colofons van zijn boeken heet de vestigingsplaats "apud Lyskirchen". De aankoop enige tijd later van verschillende huizen, landerijen en eigendommen die inkomsten opleverden, toont aan dat Zell een welvarend man was geworden. Het is ook een bewijs van zijn belang dat hij lange tijd het ambt van Kirchenmeister (kerkmeester) van Sint Maria an Lyskirchen vervulde. Van groot belang in de geschiedenis van de uitvinding van het drukken is Zell's verklaring, bewaard in de Keulse Kronieken van 1499, dat het jaar 1450 de datum was van het begin van het drukken, dat de landheer Johann Gutenberg de uitvinder ervan was en het eerste boek dat gedrukt werd, de Latijnse Bijbel, de Vulgaat was.